# Pavel Kalný
Pavel Kalný (14. květen 1967 – 10. květen 2006, Lhoce, Himálaj) byl český horolezec, povoláním psychiatr. V roce 2005 přešel celý masiv Mount Loganu. V roce 2006 byl společně s Martinem Minaříkem na expedici na čtvrté nejvyšší hoře světa Lhoce (8516 m n. m.). Dne 10. května 2006 po pádu umírá. V dubnu 2007 pod Lhoce Martin Minařík umístil pamětní desku. Zemřel na kompletní vyčerpáni organismu v kombinaci s vnitřním poraněním způsobeným pádem.